# Довгач Олександр Іванович
Олекса́ндр Іва́нович До́вгач — український військовий льотчик.

## Життєпис
Станом на березень 2010 року — старший штурман авіаційної бригади, дислокованої на Київщині, льотчик 2-го класу.
У 2012 році — в складі 831-ї бригади тактичної авіації.

## Нагороди
- орден «Богдана Хмельницького» III ступеня (2022) — за особисту мужність і самовіддані дії, виявлені у захисті державного суверенітету та територіальної цілісності України, вірність військовій присязі.

За особисту мужність, сумлінне та бездоганне служіння Українському народові, зразкове виконання військового обов'язку відзначений:
- 10 жовтня 2015 року нагороджений орденом Данила Галицького.